# Ignacio Piatti
Pour les articles homonymes, voir Piatti (homonymie).
Ignacio Piatti, né le 4 février 1985 à General Baldissera, dans la  province de Córdoba, est un ancien footballeur italo-argentin jouant au poste d'ailier.

## Biographie

### Formation et essais en Europe
Les parents d'Ignacio Piatti sont agriculteurs à General Baldissera à 450 km de Buenos Aires. Il a des origines italiennes par son grand-père.
Il commence le football avec le Club Mitre de General Baldissera à l'âge de 7 ou 8 ans. En 2000 alors qu'il est âgé de 15 ans, Ignacio est repéré par le grand club de la région : les Newell's Old Boys et rejoint le centre de formation à Rosario. Il passe 2 mois dans les équipes de jeunes du club en Liga Rosarina avant de retourner dans la province de Córdoba au CA Talleres.
Alors qu'il n'a que 17 ans, l'AS Roma lui offre la possibilité de faire un essai de 15 jours en 2002. Là-bas, il rencontre son idole Gabriel Batistuta et se voit proposer de rejoindre le club dans le cadre d'un prêt, sous réserve qu'il obtienne la nationalité italienne en faisant valoir que son grand-père maternel est italien. De retour en Argentine, il se rend à l'ambassade d'Italie pour réaliser les démarches nécessaires afin d'obtenir son passeport italien. Ses démarches n'aboutissent pas et finalement, le jeune Nacho se voit expliqué que faute de place extra-communautaire, la Roma ne peut l'accueillir au sein de l'effectif. 
En 2003, il rejoint la Turquie pour un essai de 15 jours au Galatasaray. 
Après une saison au CA Talleres, Piatti rejoint la banlieue de Buenos Aires et signe un premier contrat professionnel avec le Chacarita Juniors. En janvier 2004, c'est cette fois-ci l'OGC Nice qui lui propose un essai de 25 jours ainsi qu'à son ami Franco Dolci. Il ne parvient pas à convaincre les niçois et retourne au pays retrouver les équipes de jeunes du Chacarita Juniors.

### Débuts professionnels au Chacarita
Il est rapidement repéré par Néstor Clausen, l’entraîneur de l'équipe première qui lui donne sa chance. Il joue son premier match professionnel le 21 octobre 2004 à La Plata, face à Defensor y Justicia. Il ne quittera plus l'équipe première et son numéro 16. À l'issue de sa seconde saison à Chacarita, il reçoit le titre de meilleur joueur de deuxième division, meilleur passeur, avec un total de 10 buts. Ses performances commencent à attirer de grands clubs argentins et européens : Boca Juniors, le Benfica Lisbonne et AS Saint-Étienne sont sur les rangs.

### Échec stéphanois
Convaincu par Osvaldo Piazza, il est transféré à l'AS Saint-Étienne le 7 janvier 2006 pour une indemnité de transfert de 500 000 €. Il signe un confortable contrat de quatre ans et demi avec le club du Forez. Le néo-numéro 25 stéphanois ne parviendra pas à s'imposer et sera transféré au Gimnasia y Esgrima La Plata le 20 janvier 2007 soit un an plus tard. N'entrant pas dans les plans des entraîneurs se succédant - Élie Baup puis Ivan Hasek - son bilan avec les Verts se résume à une seule entrée en jeu en Ligue 1 le 21 janvier 2006 à Sochaux pour seulement huit minutes de jeu (défaite 4-0) contre le FC Sochaux. Il a fait également trois apparitions en Coupe de la Ligue. Il a néanmoins inscrit l'unique but des Verts lors d'un match amical contre le Toulouse FC fin avril 2006.

### Gimnasia y Esgrima La Plata
Sous contrat avec le club chilien de l'Union San Felipe, Piatti retrouve son pays d'origine en prêt au Club de Gimnasia y Esgrima La Plata. Dès son arrivée, son nouvel entraîneur voit en lui un excellent joueur et lui donne sa chance. Il dispute son premier match en première division argentine le 9 février 2007, lors de la réception de l'Arsenal de Sarandi. Après quelques bonnes prestations se profile le match face à Boca Juniors, match de la saison. Le Gimnasia l'emporte 3-0, Piatti réalise trois passes décisives et reçoit la note de 10/10 par le quotidien sportif argentin "ole.clarin.com".

### Independiente de Avellaneda
Début août 2009, Nacho entre en litige avec son club, qui ne la paie plus en raison de la crise qui frappe le football argentin. Le jugement est rendu et le verdict très clair : Ignacio Piatti peut signer gratuitement dans le club de son choix puisqu'il n'a plus été payé depuis plusieurs mois. C'est alors qu'un excellent club de Première Division argentine, une valeur sûre du championnat s'intéresse à lui. Il signe fin août 2009 avec l'Independiente, club du quartier d'Avellaneda, ouest de Buenos Aires. Il rejoint début août 2010 l'US Lecce, promu en Serie A.

### Reconnaissance à San Lorenzo
Le 18 août 2012, Piatti est transféré pour un million d'euros à San Lorenzo où il signe un contrat de un an. Ce transfert implique un troisième club en deuxième division uruguayenne : IASA, afin de payer d'impôts. Ce système triangulaire fait l'objet d'une procédure judiciaire.
Le 2 juillet 2014, Piatti signe une entente pour rejoindre l'Impact de Montréal dès que San Lorenzo aura terminé son parcours en Copa Libertadores.
Bloqué par la FIFA en raison de la date limite pour enregistrer les transferts internationaux (le 8 août), Ignacio Piatti ne peut disputer le match retour de la finale contre le Club Nacional. Il doit se contenter de regarder ses coéquipiers s'imposer 1-0 et fêter le titre, à la télévision depuis sa chambre d'hôtel à Montréal.

### L'aventure nord-américaine
À 29 ans, Piatti devient le troisième joueur désigné de l'histoire de l'Impact de Montréal et le premier numéro 10 de l'équipe depuis l'accession en MLS. Année après année, il devient un élément offensif clé de la franchise québécoise, avec qui il atteint la finale de la Ligue des champions de la CONCACAF en 2015 puis de la conférence Est de la MLS en 2016. Reconnu comme l'un des meilleurs joueurs de la ligue, l’entraîneur Rémi Garde lui confie le brassard de capitaine au début de la saison 2018. À sa dernière année montréalaise, Nacho détrône son ancien entraîneur Mauro Biello au premier rang des buteurs de l'histoire de l'Impact de Montréal.

### Retour en Argentine
Le 11 février 2020, Piatti résilie son contrat Montréal après six années passées au club et retourne en Argentine, à San Lorenzo, où il avait déjà évolué entre 2012 et 2014. Le 19 février 2021, après une saison passée à San Lorenzo, Piatti s'engage avec un autre club argentin en rejoignant Racing Club, avec qui il jouera une saison avant de prendre sa retraite professionnelle à l'issue de la saison 2021.

## Statistiques
| Saison                | Club                        | Championnat           | Championnat | Championnat | Coupe(s) nationale(s) | Coupe(s) nationale(s) | Compétition(s) continentale(s) | Compétition(s) continentale(s) | Compétition(s) continentale(s) | Séries | Séries | Total | Total |
| Saison                | Club                        | Division              | M.          | B.          | M.                    | B.                    | Comp.                          | M.                             | B.                             | M.     | B.     | M.    | B.    |
| 2004-2005             | Chacarita Juniors           | D2                    | 31          | 5           | -                     | -                     | -                              | -                              | -                              | -      | -      | 31    | 5     |
| 2005-2006             | Chacarita Juniors           | D2                    | 19          | 5           | -                     | -                     | -                              | -                              | -                              | -      | -      | 19    | 5     |
| 2005-2006             | AS Saint-Étienne            | L1                    | -           | -           | 3                     | 0                     | -                              | -                              | -                              | -      | -      | 3     | 0     |
| 2006-2007             | AS Saint-Étienne            | L1                    | 1           | 0           | -                     | -                     | -                              | -                              | -                              | -      | -      | 1     | 0     |
| 2007                  | Gimnasia y Esgrima La Plata | D1                    | 11          | 2           | -                     | -                     | CS                             | 3                              | 0                              | -      | -      | 14    | 2     |
| 2007-2008             | Gimnasia y Esgrima La Plata | D1                    | 36          | 7           | -                     | -                     | -                              | -                              | -                              | -      | -      | 36    | 7     |
| 2008-2009             | Gimnasia y Esgrima La Plata | D1                    | 31          | 1           | -                     | -                     | -                              | -                              | -                              | -      | -      | 31    | 1     |
| 2009-2010             | CA Independiente            | D1                    | 35          | 8           | -                     | -                     | -                              | -                              | -                              | -      | -      | 35    | 8     |
| 2010-2011             | US Lecce                    | Serie A               | 25          | 3           | 1                     | 0                     | -                              | -                              | -                              | -      | -      | 26    | 3     |
| 2011-2012             | US Lecce                    | Serie A               | 11          | 0           | 1                     | 0                     | -                              | -                              | -                              | -      | -      | 12    | 0     |
| 2012-2013             | San Lorenzo de Almagro      | D1                    | 21          | 3           | 5                     | 4                     | -                              | -                              | -                              | -      | -      | 26    | 7     |
| 2013-2014             | San Lorenzo de Almagro      | D1                    | 32          | 9           | -                     | -                     | CL                             | 15                             | 3                              | -      | -      | 47    | 12    |
| 2014                  | Impact de Montréal          | MLS                   | 6           | 4           | -                     | -                     | LCC                            | 2                              | 0                              | -      | -      | 8     | 4     |
| 2015                  | Impact de Montréal          | MLS                   | 26          | 9           | 2                     | 0                     | LCC                            | 6                              | 2                              | 3      | 1      | 37    | 12    |
| 2016                  | Impact de Montréal          | MLS                   | 32          | 17          | 1                     | 0                     | -                              | -                              | -                              | 5      | 4      | 38    | 21    |
| 2017                  | Impact de Montréal          | MLS                   | 28          | 17          | 3                     | 2                     | -                              | -                              | -                              | -      | -      | 31    | 19    |
| 2018                  | Impact de Montréal          | MLS                   | 32          | 16          | 2                     | 0                     | -                              | -                              | -                              | -      | -      | 34    | 16    |
| 2019                  | Impact de Montréal          | MLS                   | 11          | 3           | 4                     | 4                     | -                              | -                              | -                              | -      | -      | 15    | 7     |
| 2019-2020             | San Lorenzo de Almagro      | D1                    | 3           | 0           | 7                     | 1                     | -                              | -                              | -                              | -      | -      | 10    | 1     |
| 2021                  | Racing Club                 | D1                    | 0           | 0           | 1                     | 0                     | -                              | -                              | -                              | -      | -      | 1     | 0     |
| Total sur la carrière | Total sur la carrière       | Total sur la carrière | 377         | 104         | 30                    | 11                    | -                              | 26                             | 5                              | 8      | 5      | 441   | 125   |

## Palmarès
- Tournoi Inicial : 2013
- Copa Libertadores : 2014
- Championnat canadien : 2019

### Récompenses individuelles
- Meilleur joueur du championnat de seconde division argentine lors de la saison 2004-2005 (Chacarita Juniors)
- MLS Best XI : 2016 et 2018
- MLS All Stars : 2016, 2017 et 2018